# Qudsia Begum

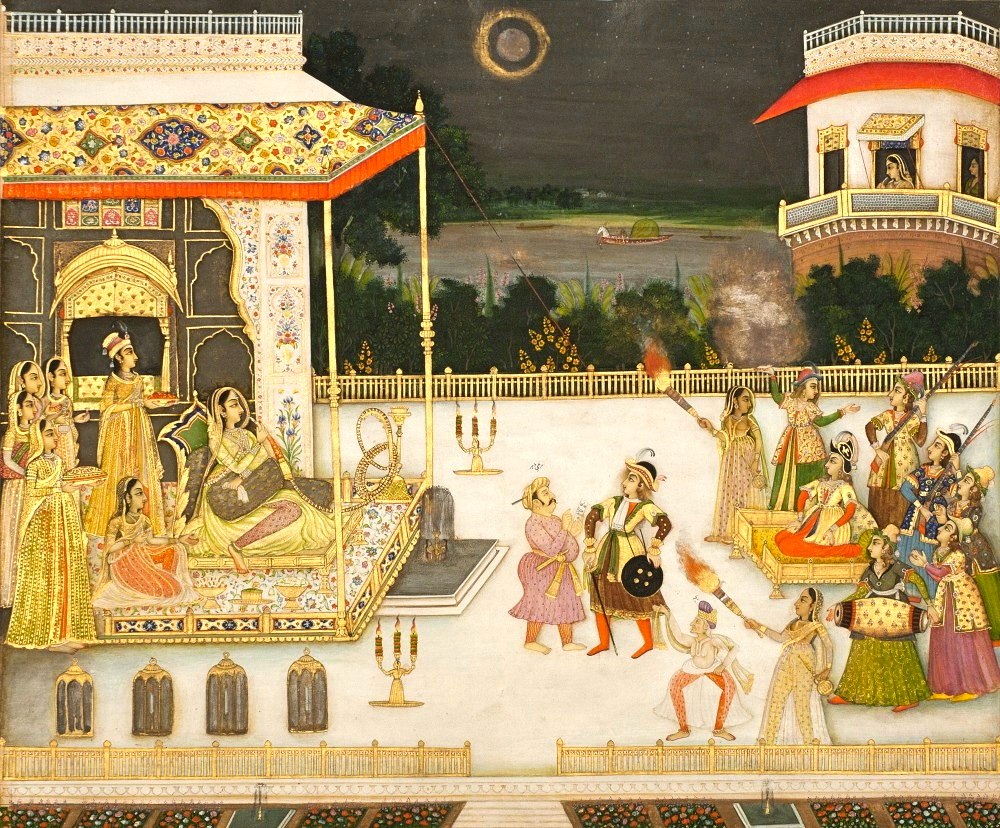
Qudsia Begum underhålls av fyrverkerier och dans, av Mir Miran, 1742.

Qudsia Begum, född som Udham Bai, död 1765, var mor till mogulrikets kejsare Ahmed Shah Bahadur (r. 1748–1754), och Indiens de facto regent under sin sons regeringstid.

## Biografi
Qudsia Begum föddes med namnet Udham Bai, och var därmed troligen ursprungligen hindu. Hon kom till kejsarhovet i Delhi som dansare och underhållare och blev så småningom gunstling hos kejsar Mohammed Nasir, som gjorde henne till sin tredje hustru i sin zenana (mogulharemet). År 1724 födde hon Ahmed Shah Bahadur. Hon började delta i statsaffärerna redan under sin makes regeringstid. Han utnämnde henne till mansabdar, en titel som gav dess bärare befogenhet att fungera som kejsarens politiska ombud.
Efter sonens tronbestigning 1748 antog hon titeln Qudsia Begum, Qudsiya Begum eller Kudsiya Begum. Hennes son hade bristande intresse för politik och hon övertog i princip regeringsmakten. Hon ryktades ha ett förhållande med Nawab Bahadur Javid Khan, zenanans hovmästare och övereunuck, som så småningom mördades i ett attentat. Under sin regeringstid lät hon uppföra den Gyllene moskén Sunehri Masjid samt ett palats åt sig själv vid floden Yamuna.
År 1754 erövrades Delhi av Nawab Imad-ul-Mulk, som avsatte och fängslade henne och hennes son. Hon antas ha blivit förgiftad i fängelset.